# Elba (Alabama)
Elba és una ciutat del Comtat de Coffee a l'estat d'Alabama (Estats Units d'Amèrica).

## Demografia
Segons el cens del 2000, Elba tenia 4.185 habitants, 1.593 habitatges, i 1.099 famílies. La densitat de població era de 105,1 habitants/km².
Dels 1.593 habitatges en un 28,8% hi vivien nens de menys de 18 anys, en un 47,6% hi vivien parelles casades, en un 18,3% dones solteres, i en un 31% no eren unitats familiars. En el 28,8% dels habitatges hi vivien persones soles el 14,1% de les quals corresponia a persones de 65 anys o més que vivien soles. El nombre mitjà de persones vivint en cada habitatge era de 2,4 i el nombre mitjà de persones que vivien en cada família era de 2,94.
Per edats la població es repartia de la següent manera: un 23,7% tenia menys de 18 anys, un 8,5% entre 18 i 24, un 27,5% entre 25 i 44, un 21,6% de 45 a 60 i un 18,8% 65 anys o més.
L'edat mediana era de 39 anys. Per cada 100 dones hi havia 96,8 homes. Per cada 100 dones de 18 o més anys hi havia 92,4 homes.
La renda mediana per habitatge era de 24.021 $ i la renda mediana per família de 29.563 $. Els homes tenien una renda mediana de 25.756 $ mentre que les dones 21.052 $. La renda per capita de la població era de 15.382 $. Aproximadament el 25,8% de les famílies i el 30,5% de la població estaven per davall del llindar de pobresa.

## Poblacions properes
El següent diagrama mostra les poblacions més properes.